# Калачников, Андрей Александрович
Андрей Александрович Калачников (род. 27 июля 1964 в Москве) - советский и российский спортсмен, специализирующийся в русские и стоклеточные шашки, гроссмейстер России. Неоднократный победитель командных чемпионатов России и призёр личных чемпионатов России по русским шашкам. Является абсолютным рекордсменом по числу завоёванных медалей чемпионатов Москвы среди мужчин в основной (классической) программе. Участник и призёр множества международных и всероссийских соревнований по шашкам.

## Спортивная карьера
В юношестве занимался регби, но, по собственному признанию, всегда нравилась игра в шашки. В 15 лет записался в секцию шашек при клубе ДСО "Спартак" в переулке Сивцев Вражек, занятия в котором вёл мастер спорта Геннадий Васильевич Симов. Среди занимающихся в этой секции также был Борис Виноградов, ставший в последствии известным тренером и судьёй по шашкам. Чуть позже А.Калачников перешёл в ДЮСШ "Локомотив" к Заслуженному тренеру РСФСР Анатолию Николаевичу Курносову.
Первый серьёзный успех пришёл уже через год занятий: в 1980 году Андрей Калачников завоевал звание вице-чемпиона Москвы по русским шашкам среди юношей. На следующий год он улучшил результат и стал победителем юношеского чемпионата Москвы, обогнав в турнире будущего многократного чемпиона мира Александра Шварцамана.
До призыва на срочную службу выступал за Москву на Всесоюзных соревнованиях. В 1984 году стал мастером спорта и был призван в Вооружённые силы, где стал представлять спортивный клуб Московского военного округа под руководством Николая Васильевича Абациева. В эти же годы в СК МВО вместе с А.Калачниковым проходили службу будущий чемпион СССР по русским шашкам Андрей Иванов и будущий чемпион России по стоклеточным шашкам Иван Костионов. По окончании срочной службы недолгое время выступал за Московскую область, был чемпионом Московской области по русским шашкам. С 1988 года вновь выступает за Москву и представляет столицу на всесоюзных и всероссийских соревнованиях.
В 1991 году завоёвывает свой первый (из 13) титул чемпиона Москвы по русским шашкам среди мужчин. Первую медаль чемпионатов России по русским шашкам завоёвывает в 1998 году, став вице-чемпионом в основной программе. В период с начала 90-х годов и до настоящего времени ежегодно участвует в большинстве регулярных всероссийских соревнований, являясь одним из самых активных спортсменов. По возможности старается принять участие и в международных состязаниях. В 2019 году А.Калачников стал победителем открытого чемпионата Эстонии по русским шашкам среди мужчин в основной программе. В 2020 завоевал серебряную медаль в основной программе Кубка России по русским шашкам, а в 2021 году стал победителем Чемпионата Центрального федерального округа по русским шашкам в основной программе.
- "Мастер спорта СССР" - с 1984 года
- "Гроссмейстер России" - с 28 июня 2000 года
- "Спортивный судья первой категории" - с 18 августа 2017 года

### Чемпионаты Мира
Был участником четырёх личных чемпионатов мира по русским шашкам (в основной программе):
- 1993,  Орёл (по версии МАРШ)
- 1995,  Ухта (по версии МАРШ)
- 2000,  Одесса (по версии FMJD)
- 2015,  Санкт-Петербург (по версии IDF)

### Чемпионаты Европы
В личных чемпионатах Европы по русским шашкам принимал участие дважды (в основной программе):
- 2019,  Измир (по версии FMJD)
- 2020,  Йыгева (по версии IDF)

### Чемпионаты России
С середины 90-х годов и на протяжении всей спортивной карьеры в личных и командных чемпионатах России принимает участие практически ежегодно.
Лучшие результаты в личных чемпионатах России по русским шашкам:
- осень 1998,  Адлер, основная программа - 2 место
- весна 2000,  Адлер, основная программа - 3 место ("современные" русские шашки)
- осень 2002,  Адлер, основная программа - 3 место
- осень 2010,  Адлер, быстрая программа - 3 место

Лучшие результаты в командных чемпионатах России по русским шашкам (в составе команды Москвы):
- весна 1998,  Звенигород, основная программа - 3 место
- весна 1999,  Мытищи, основная программа - 1 место
- лето 2004,  Адлер, основная программа - 2 место
- лето 2009,  Адлер, основная программа - 3 место; рапид - 2 место; блиц - 3 место[4]
- весна 2012,  Нижний Новгород, основная программа - 1 место; блиц - 3 место[5]
- весна 2013,  Екатеринбург, основная программа - 1 место; рапид - 2 место[6]
- лето 2018,  Коломна, рапид - 2 место; блиц - 2 место[7]

### Чемпионаты Москвы
русские шашки (основная программа)
| Год  | Участников | Результат | Место | Примечание    |
| ---- | ---------- | --------- | ----- | ------------- |
| 1990 | 18         | 8+ 8= 1-  | 3     |               |
| 1991 | 16         | 8+ 7= 0-  | 1     |               |
| 1992 | ?          | ?         | 2     |               |
| 1993 | ?          | ?         | ?     |               |
| 1994 | ?          | ?         | ?     |               |
| 1995 | 12         | 6+ 3= 1-  | 2     |               |
| 1996 | 15         | 4+ 10= 0- | 3     |               |
| 1997 | 16         | 9+ 5= 1-  | 1     |               |
| 1998 | 16         | 3+ 12= 0- | 4     |               |
| 1999 | 16         | 7+ 8= 0-  | 1     |               |
| 2000 | 15         | 5+ 7= 2-  | 4-5   |               |
| 2001 | 17         | 9+ 7= 0-  | 1     | [ 8 ]         |
| 2002 | 17         | 9+ 7= 0-  | 1     |               |
| 2003 | 18         | 9+ 6= 2-  | 3     | [ 9 ]         |
| 2004 | 16         | 8+ 5= 0-  | 1     | [ 10 ]        |
| 2005 | 16         | 6+ 8= 0-  | 3     |               |
| 2006 | 14         | 9+ 4= 0-  | 2     | [ 11 ]        |
| 2007 | 14         | 6+ 6= 0-  | 2     | [ 12 ]        |
| 2008 | 14         | 9+ 4= 0-  | 1     | [ 13 ]        |
| 2009 | 14         | 11+ 1= 0- | 1     | [ 14 ]        |
| 2010 | 14         | 8+ 3= 2-  | 1     | [ 15 ]        |
| 2011 | 16         | 11+ 3= 1- | 1     | [ 16 ]        |
| 2012 | 15         | 9+ 2= 2-  | 2     | [ 17 ] [ 18 ] |
| 2013 | 14         | 7+ 5= 1-  | 2     | [ 19 ] [ 20 ] |
| 2014 | 14         | 9+ 3= 0-  | 1     | [ 21 ] [ 22 ] |
| 2015 | 14         | 6+ 6= 0-  | 3     | [ 23 ] [ 24 ] |
| 2016 | 12         | 8+ 3= 0-  | 1     |               |
| 2017 | 10         | 6+ 0= 3-  | 3     | [ 25 ]        |
| 2018 | 11         | 6+ 3= 1-  | 3     | [ 26 ]        |
| 2019 | 8          | 2+ 4= 0-  | 3     | [ 27 ]        |
| 2020 | 8          | 4+ 2= 1-  | 3     |               |
| 2021 | ?          | ?         | 3     |               |
| 2022 | 8          | 2+ 4= 1-  | 3     | [ 28 ]        |
| 2023 | 9          | 2+ 6= 0-  | 5     | [ 29 ]        |

стоклеточные шашки (основная программа)
| Год  | Участников | Результат | Место | Примечание    |
| ---- | ---------- | --------- | ----- | ------------- |
| 1989 | 14         | 3+ 8= 2-  | 6     |               |
| 1990 | 16         | ?         | 10    |               |
| 1991 | ?          | ?         | ?     |               |
| 1992 | 13         | 4+ 5= 3-  | 5     |               |
| 1993 | ?          | ?         | ?     |               |
| 1994 | ?          | ?         | ?     |               |
| 1995 | ?          | ?         | ?     |               |
| 1996 | ?          | ?         | ?     |               |
| 1997 | 14         | 6+ 5= 2-  | 3     |               |
| 1998 | 16         | 7+ 8= 0-  | 2     |               |
| 1999 | ?          | ?         | ?     |               |
| 2000 | ?          | ?         | ?     |               |
| 2001 | 16         | -         | -     | не играл      |
| 2002 | 15         | ?         | 5-7   | [ 30 ]        |
| 2003 | 14         | -         | -     | не играл      |
| 2004 | 14         | 3+ 8= 2-  | 5     |               |
| 2005 | ?          | ?         | ?     |               |
| 2006 | 14         | 6+ 5= 2-  | 4     |               |
| 2007 | ?          | ?         | ?     |               |
| 2008 | 14         | 4+ 7= 2-  | 6     |               |
| 2009 | 14         | ?         | 6-7   | [ 31 ]        |
| 2010 | 14         | 5+ 4= 4-  | 6     | [ 32 ]        |
| 2011 | 12         | 4+ 5= 2-  | 5-6   |               |
| 2012 | 12         | 5+ 5= 0-  | 3     |               |
| 2013 | 14         | 6+ 4= 2-  | 4     | [ 33 ]        |
| 2014 | 8          | -         | -     | не играл      |
| 2015 | 16         | -         | -     | не играл      |
| 2016 | 11         | 2+ 5= 3-  | 6-7   |               |
| 2017 | 7          | -         | -     | не играл      |
| 2018 | 7          | 1+ 4= 0-  | 2     |               |
| 2019 | 7          | 3+ 2= 1-  | 1     |               |
| 2020 | -          | -         | -     | не проводился |
| 2021 | 8          | 3+ 3= 1-  | 3     | [ 34 ]        |
| 2022 | 7          | 3+ 3= 0-  | 1     | [ 35 ]        |

## Тренерская деятельность
Продолжительное время работает в системе Департамента спорта города Москвы (Москомспорт) инструктором по спорту, основная специализация: шашки. Организует и проводит различные состязания среди населения, участвует в судействе, ведёт тренерскую деятельность. Преимущественно тренирует группы взрослых и детей в Северо-Западном округе г. Москвы; команды СЗАО на протяжении многих лет входили в число победителей и призёров различных спартакиад Москомспорта. Андрей Калачников включён в Открытый реестр тренеров на портале Правительства Москвы. Вёл обучающие и познавательные онлайн-стримы (обзоры) вместе с гроссмейстерами Владимиром Скрабовым, Петром Чернышевым и Сергеем Белошеевым.

## Личная жизнь
Имеет двух сыновей: от первого брака Дмитрий (1986 г.р.), от второго брака Даниил (1997 г.р.). Во втором браке был женат на певице и поэтессе Евгении Tеджетовой. Основные увлечения: музыка, путешествия, кино. Поклонник музыкального направления регги, частый гость различных фестивалей и концертов исполнителей этой музыки.

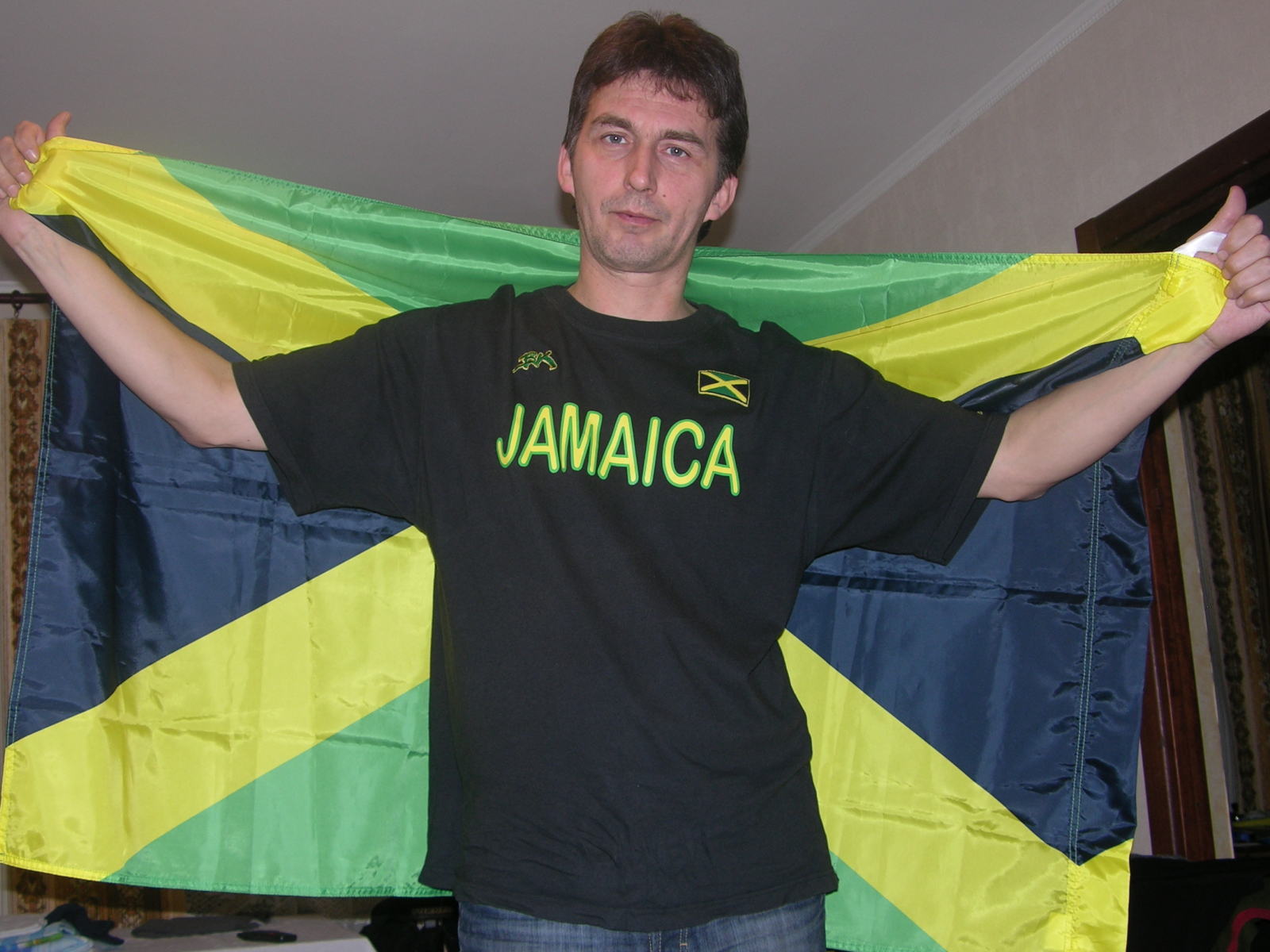